# Neivamyrmex diana
Neivamyrmex diana är en myrart som först beskrevs av Auguste-Henri Forel 1912.  Neivamyrmex diana ingår i släktet Neivamyrmex och familjen myror. Inga underarter finns listade i Catalogue of Life.